# 20686 Thottumkara
20686 Thottumkara è un asteroide della fascia principale. Scoperto nel 1999, presenta un'orbita caratterizzata da un semiasse maggiore pari a 2,3421393 UA e da un'eccentricità di 0,1517424, inclinata di 0,77325° rispetto all'eclittica.